# Centena di Wangford
Wangford era una centena del Suffolk, in Inghilterra, formata da 34 679 acri (140,34 km²) di terreno.
La centena di Wangford era un'area di circa 12 miglia (19 km) da ovest a est e cinque da nord a sud. Il fiume Waveney formava il confine settentrionale che la separava dalla contea di Norfolk. A est si trovavano le centene di Mutford e Lothingland, a sud quella di Blything e a ovest quella di Hoxne.
Era un distretto fertile, in particolare nell'ampia valle del Waveney con le sue ricche paludi adatte all'alimentazione del bestiame. Sul lato sud della valle, il terreno diventava collinare con una regione agricola prevalentemente argillosa. Le città di Bungay e Beccles furono gli insediamenti più grandi della centena, che conteneva anche le tredici parrocchie (Ilketshall, South Elmham, Flixton e Homersfield) conosciute collettivamente come The Saints.

## Wainford

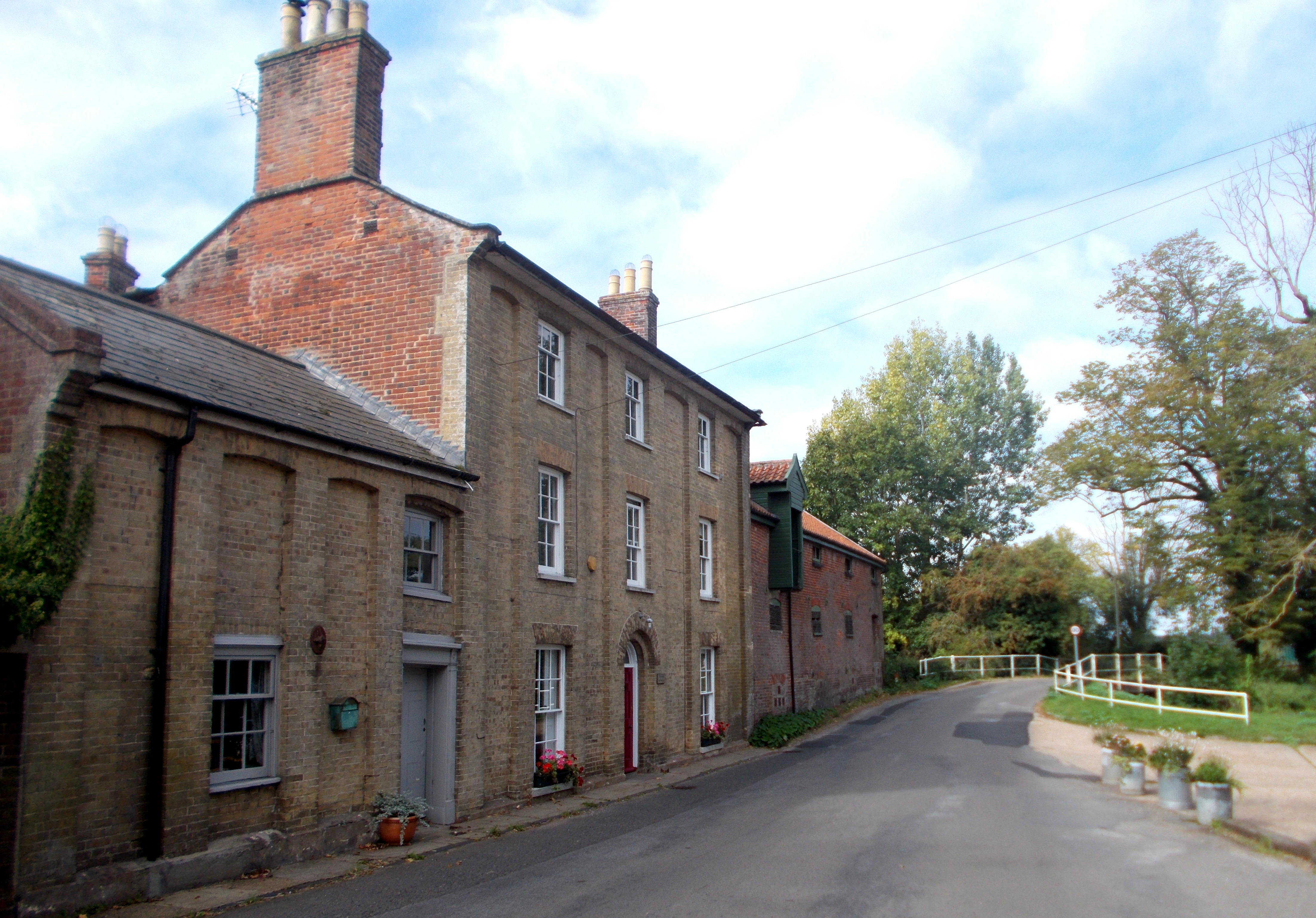
Wainford Mill, presso il guado di Domesday sul fiume Waveney, che ha dato il nome alla centena di Wangford

Elencato come Wanneforda (inter alia) nel Domesday Book del 1086, secondo Walter Skeat il nome deriva da un nome alternativo del fiume Waveney e quindi significa "guado sul Waveney". Eilert Ekwall, d'altro canto, accostandolo ad altre forme antiche Wainforda, Weinforde e Weineford trovate nei secoli XI e XII, lo derivò (come Wangford nel Suffolk occidentale) dall'inglese antico wægn-ford, un "guado che può essere superato da un carro". In entrambi i casi il guado sembra potersi identificare con il sito di Wainford Mill, appena a est di Bungay, che nel 1491 risulta come Waynforth. Il nome fu utilizzato anche per il distretto rurale di Wainford, che esistette tra il 1934 e il 1974.
Wainford si trova immediatamente a valle di uno sbarramento sul Waveney, sul lato orientale dell'arco del fiume che circonda la città di Bungay, sotto la quale scorre attraverso ricchi pascoli pianeggianti verso est verso Beccles. Sulla riva nord si trova la parrocchia di Ditchingham, i cui prati fluviali facevano parte dell'antico maniero di Pirnhow. La strada a Wainford attraversa una successione di tre ponti. Il mulino fu attivo fino al XX secolo, quando sul lato est della strada fu costruito un grande silo per il grano. Il guado era presumibilmente in uso prima che si completasse l'argine del fiume.

Nel Domesday Book sono menzionate complessivamente 24 località con una popolazione di circa 1025 famiglie. La centena di Wangford non deve essere confusa con le altre due località dallo stesso nome, sempre Suffolk. 

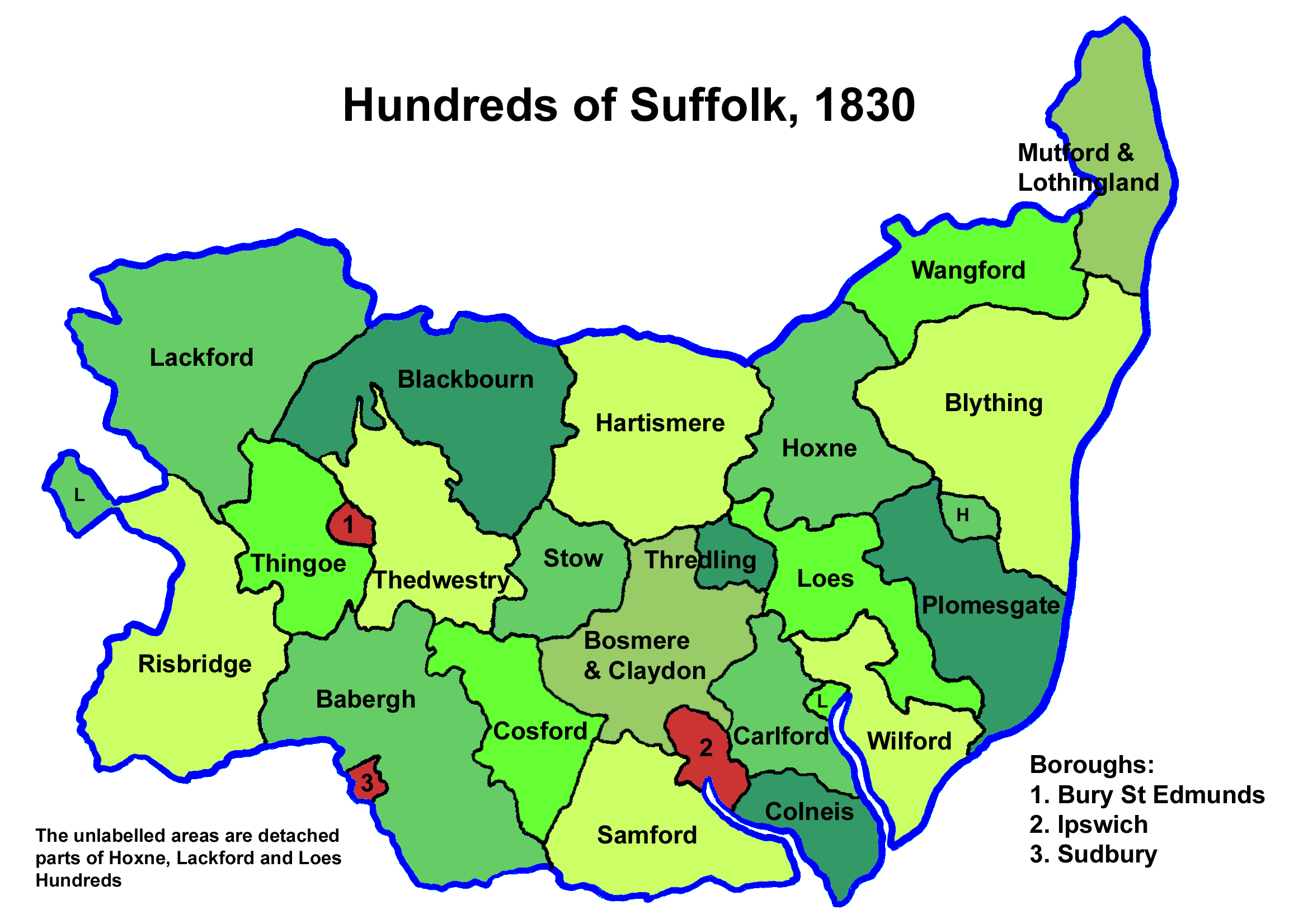
Le centene del Suffolk

## Parrocchie
La centena di Wangford era composta dalle seguenti 27 parrocchie: 
| Parrocchia                | Area (acri) |
| ------------------------- | ----------- |
| Barsham                   | 1871        |
| Beccles                   | 1994        |
| Bungay                    | 2090        |
| Ellough                   | 1074        |
| Flixton                   | 1762        |
| Homersfield               | 981         |
| Ilketshall St Andrew      | 1696        |
| Ilketshall St John        | 743         |
| Ilketshall St Lawrence    | 988         |
| Ilketshall St Margaret    | 2093        |
| Mettingham                | 1706        |
| North Cove                | 1082        |
| Redisham                  | 733         |
| Ringsfield                | 1700        |
| Shadingfield              | 1370        |
| Shipmeadow                | 800         |
| Sotterley                 | 1594        |
| South Elmham, All Saints  | 1150        |
| South Elmham, St Cross    | 1301        |
| South Elmham, St James    | 1302        |
| South Elmham, St Margaret | 589         |
| South Elmham, St Michael  | 816         |
| South Elmham, St Nicholas | 500         |
| South Elmham, St Peter    | 576         |
| Weston                    | 1551        |
| Willingham St Mary        | 890         |
| Worlingham                | 1727        |